# Josep Beltran i Vilavert
Josep Beltran i Vilavert (Mataró, Maresme, 27 de gener de 1919 - Mataró, Maresme, 11 de desembre de 2015) va ser un excursionista, dirigent esportiu, polític i empresari català.
Formà part del Centre Atlètic Laietània, on practicà l'excursionisme i l'atletisme. Des que el 1935 fou un dels fundadors de la Unió Excursionista de Catalunya (UEC), estigué lligat a aquest Club, on el 1967 esdevingué el president de la UEC de Mataró, el 1976 fou nomenat president del Consell General de la UEC i, més endavant, president d'honor de la UEC de Mataró. En reconeixements a la seva activitat va rebre la medalla de plata de la Federació Espanyola de Muntanyisme i la medalla de Forjador de la Història Esportiva de Catalunya. I el 2005 rebé també reconeixement de la Ensenya d'Or de la Federació d'Entitats Excursionistes de Catalunya (FEEC).
Més enllà de la seva vessant relacionada amb l'excursionisme, Josep Beltran fou un dels fundadors de la Gestoria Beltran el 1946, i també va ser cap de llista de CiU a Mataró el 1983 i regidor entre els anys 1983-1991. També va ser fundador i president del Club Nàutic Mataró entre els anys 1970 i 1978, i va estar molt vinculat a la gestió del Port de Mataró, ja que va formar part de la junta promotora i va ser un dels principals impulsors de la seva construcció.